# Colegio San Antonio (Carcagente)
El Colegio San Antonio de Padua o Franciscanos de Carcagente es un histórico convento y centro de enseñanza, localizado en Carcagente, provincia de Valencia (España), cuyos orígenes se remontan a los primeros años del siglo XVII. En la actualidad imparte enseñanza primaria, secundaria y bachiller. 

## Orígenes
El originario convento de San Francisco de Carcagente (1602-1835) fue fundado el 6 de julio de 1602, con autorización del patriarca San Juan de Ribera, arzobispo y virrey de Valencia, en un solar donado por la Villa de Carcagente. Se iniciaron las obras en octubre de ese año siguiendo las líneas de los conventos alcantarinos, caracterizados por su sencillez y austeridad. Se construyó un pequeño claustro con su patio y cisterna en el centro, a la derecha de la iglesia. El edificio constaba de una planta baja y dos pisos de estilo renacentista. Rodaba el edificio una extensa huerta, una plaza en la fachada de la iglesia, llamada del compás de los naranjos y una avenida de cipreses y naranjos.
De todo el histórico conjunto, en la actualidad se conserva la iglesia, cuyo coro alto comunicaba con el claustro superior del convento y el aguamanil de 1769. Sus capillas fueron patrocinadas por ilustres familias valencianas, como los Noguera, Albelda, Garrigues, Lemos, monseñor Gaspar Selma, etc., algunas de ellas con derecho a enterramiento. Destacaron la capilla de San Pascual Bailón, la de San Blas y la de la Tercera Orden.
La comunidad religiosa se dedicaba desde su fundación a la enseñanza, con una cátedra de teología establecida en 1724. En el siglo XVIII se fundó también una Escuela Pública de Gramática financiada por los jurados de la villa, que perduró hasta la Desamortización. Otras actividades destacadas de los frailes fue la predicación y la asistencia a enfermos, especialmente en la peste de 1648.
En junio de 1813 la invasión de los franceses obligó a los frailes a abandonar el convento, que fue saqueado y quemado. Regresaron en febrero de 1814. En el trienio liberal, en 1821, le anexionaron el convento de San Onofre de Játiva, que no cumplía las exigencias de las leyes gubernamentales vigentes. 
El 25 de agosto de 1835, tras doscientos treinta y dos años, los monjes abandonaron definitivamente el convento, a consecuencia del decreto de exclaustración de Mendizábal. El edificio fue destinado a servicios públicos municipales. Algunos de estos servicios aún perduran en la actualidad. La iglesia pasó al arzobispado de Valencia.

## El Colegio San Antonio de Padua
Los franciscanos de Valencia pudieron volver a organizarse como provincia en 1878, pero no habían regresado a Carcagente. En estos años, un matrimonio de la villa, Melchor y María Antonia Picot, dejaron a los religiosos una casa, junto a la iglesia de San Francisco, y unos campos, para construir un convento nuevo, que no fructificó. En 1913 Agustín García Oquendo, legó en su testamento a los franciscanos sus casas de la calle de Santa Ana para establecer un centro de cultura, que fueron aceptadas por la orden. Los frailes tomaron posesión de la casa después de 88 años de ausencia. Las obras de adaptación del nuevo convento iniciadas por fray Maseo Company fueron dirigidas por el arquitecto Juan Ríos Cogollos. El colegio abrió sus puertas el 12 de noviembre de 1923 con más de un centenar de alumnos matriculados. En 1928 se inauguró el salón de actos y el salón de estudios. Había un hermoso patio de ladrillo a cara vista, que aún se conserva. Aún se conserva uno de los escudos blasonados de las casas de Agustín García.
En el colegio se daban clases de primera enseñanza, de comercio y de contabilidad, mecanografía y derecho comercial, cálculo mercantil, inglés y francés. Posteriormente se impartieron los estudios de bachillerato elemental y clases nocturnas para los jóvenes que trabajaban. Se estableció también el mediopensionado. Los franciscanos recuperaron la iglesia del antiguo convento de San Francisco en 1931.
El triunfo del Frente Popular en febrero de 1936, inició una convulsa etapa para el colegio. En mayo de ese año los religiosos tuvieron que salir violentamente de su convento. El colegio fue incendiado, desplomándose todo el pabellón de la calle de Santa Ana, y la iglesia de San Francisco devastada. Algunos miembros de la comunidad fueron asesinados. Concluida la Guerra Civil, se reanudó la vida comunitaria. El centro estudiantil fue reaperturado en octubre de 1939 produciéndose la fusión con la Academia Julián Ribera. Se impartieron los cursos de primera enseñanza y bachillerato elemental, se adecuaron los cuestionarios a los renovados planes de estudio y se estableció la media pensión. Pronto se estableció también el internado. La fama del colegio hizo que contara en sus aulas con alumnos procedentes de la ciudad vecina de Alcira y otros municipios de la provincia de Valencia. 
El colegio celebró sus bodas de plata (25 años) en 1948. En 1960 se construyó un nuevo edificio para atender la demanda de escolarización. En 1973 se celebraron las bodas de oro del Colegio (50 años). En 1977 se produjo una ampliación, cuyas obras fueron dirigidas por el arquitecto y exalumno Salvador Calatayud. En 1998 se celebraron las bodas de diamante (75 años), en cuyos actos participó el franciscano y arzobispo de Sevilla, monseñor Carlos Amigo Vallejo.

## Rectores del Colegio
El Colegio estuvo regido desde el principio por la figura del Rector, cuyas funciones consistían en la representación de la orden religiosa propietaria y la función académica. Ambas funciones fueron separadas en 1982 en dos cargos: el Representante del Titular y el Director Académico, que podrían desempeñar una o dos personas. (Véase tabla).
| Rector                              | Período   | Datos biográficos |
| ----------------------------------- | --------- | --- |
| Fray Conrado Ángel Roig             | 1923-1924 | Fuente Encarroz, 1883 - Pego, 1955. Lector general de Teología. Superior (Guardián) de los Conventos de Pego y Cocentaina. Secretario, cronista provincial y consejero (Definidor) provincial. |
| Fray Francisco Ferrer Merín         | 1924-1927 | Cocentaina, 1887 - Madrid, 1954. Rector del colegio de Onteniente. Superior del convento de San Fermín de los Navarros y de San Francisco el Grande de Madrid. Gran Cruz de Alfonso X el Sabio. |
| Fray Luis Ángel Roig                | 1927-1929 | Fuente Encarroz, ¿? - Pego, 1952. Escritor y poeta. Superior de los conventos de Azul (Argentina), Benisa y Carcagente. Profesor de francés y latín en el seminario menor franciscano de Benisa. |
| Fray José Antonio Arnau Martínez    | 1929-1930 | Biar, 1901 - Valencia, 1971. Comisario provincial, superior de los conventos de Carcagente y Teruel. Consejero, custodio, ministro provincial y visitador general. |
| Fray Benjamín María Reig Moltó      | 1930-1933 | Cocentaina, 1874 - Almansa, 1936. Consejero Provincial, superior de los conventos de Valencia, Teruel y Carcagente. Murió asesinado durante la Guerra Civil. |
| Fray Luis Ángel Roig                | 1933-1934 | Segundo mandato. |
| Fray Joaquín Ivars Ferrer           | 1934-1936 | Benisa, 1882 - Onteniente, 1965. Licenciado en Ciencias. Consejero provincial, superior-rector de los conventos de Onteniente y Carcagente. |
| Fray Eusebio Arbona Guitart         | 1939-1940 | Pego, 1896 - Benisa, 1982. (Alicante). Maestro y meteorólogo. Superior de los conventos de Carcagente y Santo Espíritu. Creador del jardín botánico y del observatorio meteorológico del Colegio. |
| Fray Demetrio Moltó Vicent          | 1940-1943 | Cocentaina, 1877 - Valencia, 1951. Profesor de Latín. Maestro de seminaristas franciscanos, superior de los conventos de Benisa, Benigánim, Teruel, Valencia, Santo Espíritu del Monte y Segorbe. Consejero, custodio y ministro provincial. |
| Fray Miguel Oltra Hernández         | 1943-1946 | Simat de Valldigna, 1911 - Madrid, 1982. Doctor en Teología por la Universidad de Münster (Alemania). Redactor de la revista Verdad y Vida. Consejero y custodio provincial. Fundador de la Hermandad Sacerdotal Española y de la Hermandad Universitaria. |
| Fray Juan María Nadal Moltó         | 1946-1952 | Cocentaina, 1912 - Gilet, 1994. Superior de los conventos de Carcagente y Cocentaina. Maestro de filósofos y de novicios, consejero provincial, visitador general de Cataluña y Cantabria. En 1967 fue destinado a la Custodia de Argentina, en donde permaneció seis años. |
| Fray Luis María Torres Parra        | 1952-1955 | Biar, ¿? - Valencia, 1957. Guardián de los conventos de Valencia y Carcagente. Secretario y definidor provincial. |
| Fray Anselmo Martín Moltó           | 1955-1958 | Cocentaina, 1924 - Valencia, 1993. Licenciado en Filosofía. Maestro de seminaristas filósofos. Guardián (superior) del convento de Santo Espíritu. Definidor, vicario y ministro provincial. |
| Fray Benjamín Agulló Pascual        | 1958-1961 | Cocentaina, 1930. Educador, psicólogo y académico. Secretario y ministro provincial. Cronista y archivero provincial. Miembro de la Asociación de Archiveros Eclesiásticos de España, miembro de la Asociación de Cronistas de Valencia. Vicepostulador provincial de las causas de beatificación. Académico de la Real Academia de Cultura Valenciana. Reside en el convento de San Lorenzo de Valencia. |
| Fray Miguel Oltra Hernández         | 1961-1965 | Segundo mandato. |
| Fray Simón Sáez Peretó              | 1965-1967 | Pego. Educador y maestro de novicios. Superior de los conventos de Cocentaina y Carcagente. Superior provincial-delegado de los conventos de Argentina dependientes de Valencia. En la actualidad reside en Argentina. |
| Fray Anselmo Martí Moltó            | 1967-1970 | Segundo mandato. |
| Fray Jacinto Fernández-Largo Méndez | 1970-1971 | Madrid, 1928 - 1986. Licenciado en Filosofía y Letras. Docente en los colegios de Benisa, Zaragoza, Carcagente y Onteniente. Su obra meritoria fue la Positio Histórica de la Vida y Obra de Fray Junípero Serra, paso necesario para conseguir de la Sagrada Congregación de los Santos la declaración de Venerable. Tradujo del inglés la Vida del Padre Serra, del Padre Geiger.                       |
| Fray Francisco Baselga Esteve       | 1971-1973 | Valencia, 1936 - Carcagente, 2000. Docente y superior de los conventos de Onteniente y Caspe. Durante muchos años ha estado en Tierra Santa al servicio de las peregrinaciones a los Santos Lugares. |
| Fray José Luis García-Rodrigo       | 1973-1982 | Zaragoza, 1929. Licenciado en Geografía e Historia por la Universidad de Valencia, asignatura que ha venido impartiendo en el Colegio. En la actualidad reside en el Colegio La Concepción de Onteniente. |

| Representante del Titular/Director Académico            | Período   | Datos biográficos |
| ------------------------------------------------------- | --------- | --- |
| Fray Enrique Ferrairó Escolano                          | 1982-1985 | Real de Gandía, 1935. Docente y morador de los conventos de Zaragoza, Burbáguena y Pego, donde ha sido superior y donde reside en la actualidad. |
| Fray José Luis García-Rodrigo                           | 1985-1992 | Segundo mandato. |
| Fray José Luis García-Rodrigo/Fray Antonio Barceló      | 1992-1994 | Fray José Luis García-Rodrigo: segundo mandato. Fray Antonio Barceló: Caspe, 1936. Licenciado en Pedagogía por la Universidad de Valencia. Rector de los colegios de Burbáguena y Onteniente. |
| Fray Juan José Sáez Peretó/Fray Antonio Barceló         | 1994-1995 | Fray Juan José Sáez Peretó: Pego, 1935. Licenciado en Pedagogía por la Universidad de Grottaferrata (Roma). Superior de los conventos de Burbáguena, Teruel, Petra (Mallorca), Cocentaina y Cullera. Fue administrador provincial y rector del seminario franciscano en Burjasot. Durante su mandato el Colegio celebró su 75 Aniversario, se implantaron los cuatro años de Enseñanza Secundaria y se abrió el laboratorio de idiomas, el aula de informática y la de tecnología. |
| Fray Juan José Sáez Peretó/Fray José Benito Vidal       | 1995-1997 | Fray Juan José Sáez Peretó: véase más arriba. Fray José Benito Vidal: Alcudia de Crespins, 1939 - Carcagente, 2008. Licenciado por la Universidad de Valencia. Profesor de latín, geografía e Historia. Administrador. |
| Fray Juan José Sáez Peretó                              | 1997-2000 | Véase más arriba. |
| Fray Jaime Pellicer Marco                               | 2000-2003 | Bellreguard, 1940. Licenciado en Filología hispánica por la Universidad de Granada. Profesor de literatura de ESO, BUP y COU. Fue superior de los conventos de Burbáguena y Teruel. |
| Fray Jaime Pellicer Marco/Fray Pedro Aparicio Soriano   | 2003-2006 | Fray Jaime Pellicer Marco: véase más arriba. Fray Pedro Aparicio Soriano: Soneja, 1959. Diplomado en Magisterio. Profesor del Colegio desde 1987. |
| Fray Fernando Hueso Iranzo/Fray Pedro Aparicio Soriano  | 2006-2008 | Fray Fernando Hueso Iranzo: Turís, 1967. Licenciado en Teología por la Universidad de Valencia. Estudió la especialidad de Pastoral en Madrid. Profesor del colegio desde 2001. Es consejero provincial y encargado de Pastoral Juvenil de los franciscanos de Valencia. Fray Pedro Aparicio Soriano: véase más arriba. |
| Fray Fernando Hueso Iranzo/ Francisco José Vila Jorques | 2008-2011 | Fray Fernando Hueso Iranzo: véase más arriba. Francisco José Vila Jorques: Játiva,1967. Licenciado en Filología hispánica, especialidad, literatura. Es profesor del colegio desde 1993. |
| Fray Miguel Sempere Calatayud / Moisés Morales Alandete | 2011-2014 | Moisés Morales Alandete: Algemesí, 1974. Licenciado en Filología Hispánica y Filología Catalana por la Universidad de Valencia. Es profesor del colegio desde 1999. |
| Juan José Cebolla Pardo                                 | 2014-2020 | Juan José Cebolla Pardo: Alzira, 1968. Licenciado en Ciencias Biológicas, especialidad Bioquímica por la Universidad de Valencia. Es profesor del colegio desde 1998. |
| Miguel Ángel Camarasa Palencia                          | 2020      | |